# Russian Roulette (album des Hollies)
Pour les articles homonymes, voir Russian Roulette.
Albums de The Hollies
Write On
(1976) A Crazy Steal
(1978)
Russian Roulette est le dix-septième album du groupe The Hollies, sorti en 1976.

## Titres
Toutes les chansons sont écrites et composées par Allan Clarke, Tony Hicks et Terry Sylvester.
| 1. | Wiggle That Wotsit      | 2:54 |
| 2. | 48 Hour Parole          | 3:27 |
| 3. | Thanks for the Memories | 3:31 |
| 4. | My Love                 | 3:52 |
| 5. | Lady of the Night       | 3:30 |

| 6.  | Russian Roulette  | 3:50 |
| 7.  | Draggin' My Heels | 3:39 |
| 8.  | Louise            | 3:13 |
| 9.  | Be with You       | 3:49 |
| 10. | Daddy Don't Mind  | 3:36 |

## Musiciens
- The Hollies :
  - Bernie Calvert : basse, claviers
  - Allan Clarke : chant
  - Bobby Elliott : batterie, percussions
  - Tony Hicks : guitare, chant
  - Terry Sylvester : guitare rythmique, chant

- Musiciens supplémentaires :
  - Jim Jewell : saxophone alto sur Wiggle That Wotsit et Lady of the Night, saxophone ténor sur Wiggle That Wotsit et Louise
  - John Mumford : trombone sur Wiggle That Wotsit
  - Henry Lowther (en) : trompette sur Wiggle That Wotsit, 48 Hour Parole
  - Chris Karan (en) : congas sur 48 Hour Parole et Draggin' My Heels
  - Wally Smith : trombone sur Dadyd Don't Mind